# Obrona potoczna

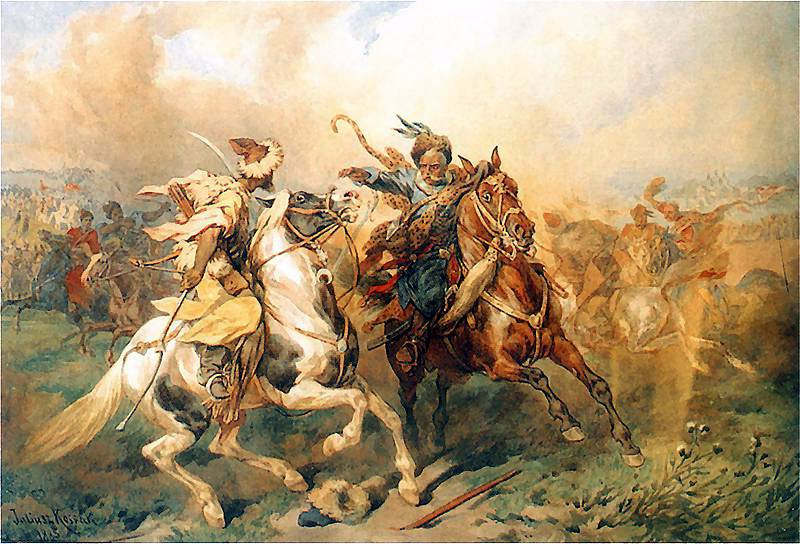
"El baile tártaro", Juliusz Kossak.

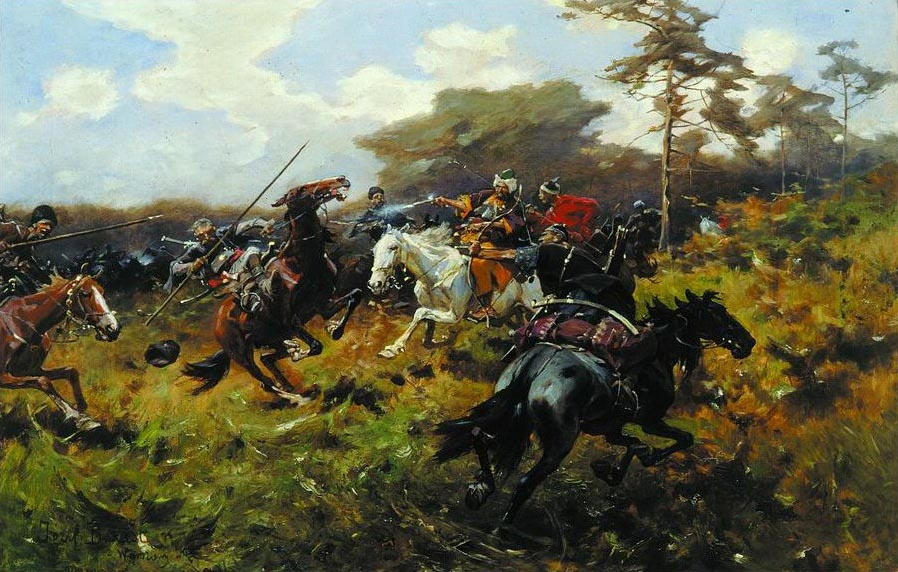
"Batalla contra los tártaros"., Józef Brandt.

La obrona potoczna, traducible como "defensa permanente", "defensa general" o "actual" fue una fuerza militar mercenaria de los siglos XV y XVI que servía a los monarcas de la República de las Dos Naciones (Polonia-Lituania), defendiendo su frontera sur de invasiones tártaras, moldavas, turcas y valacas.

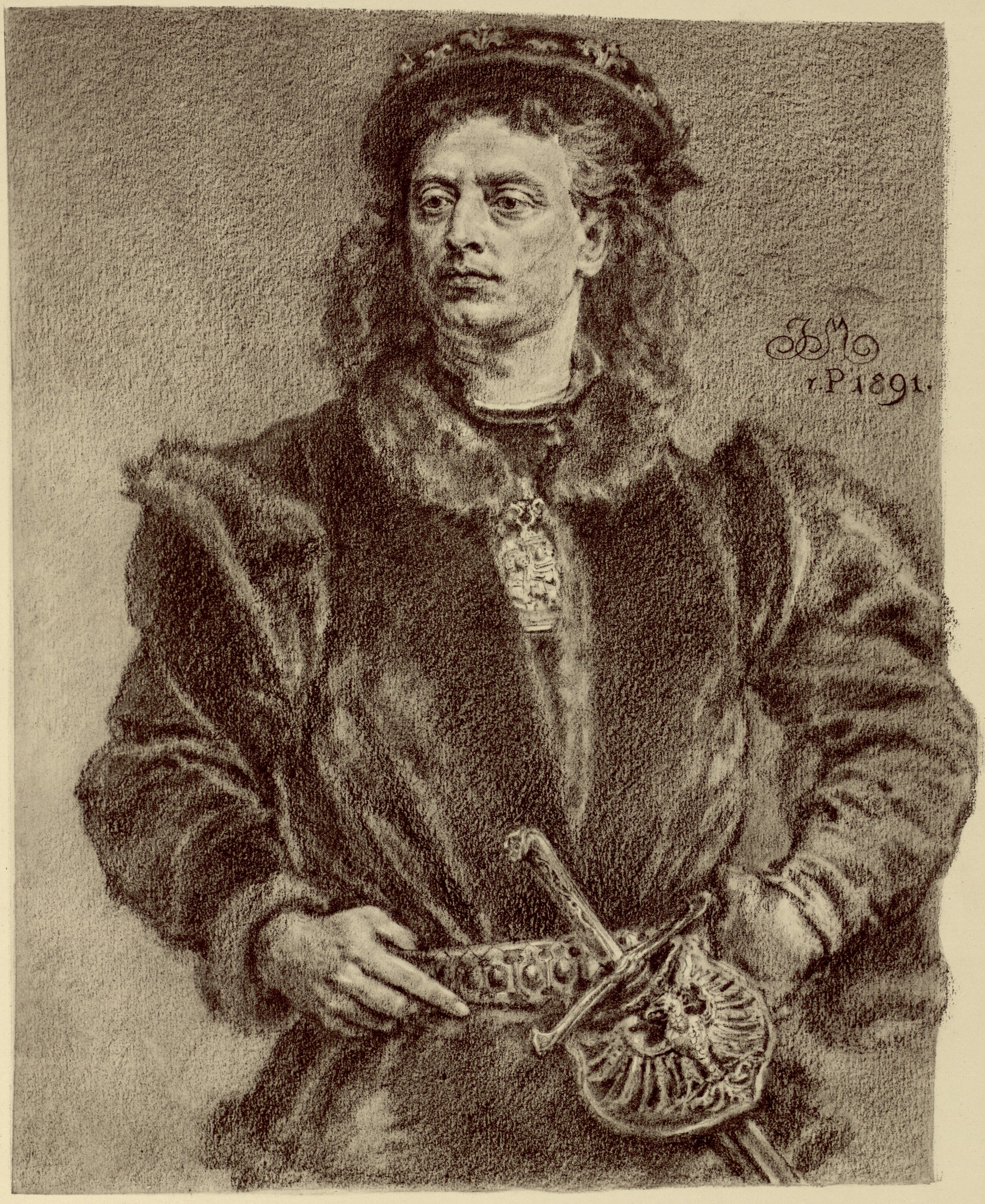
El príncipe (luego rey) Jan Olbracht, organizador de la obrona potoczna.

La fuerza tuvo su origen en 1479 a pesar de que formaciones similares habían sido propuestas en varias sesiones anteriores del parlamento polaco (Sejm).
Su organización y financiación fue iniciativa del príncipe Jan Olbracht, más tarde rey de Polonia, que en aquel entonces era responsable de defender las fronteras del sur. Aunque que para finales del siglo XV era una formación permanente, no era un ejército con miembros permanentes dado que lo habitual era servir durante campañas estacionales. La necesidad de este tipo de unidades se hizo evidente durante las guerras del siglo XV, cuando se hicieron habituales las razias tártaras en los territorios del sur del país - mayoritariamente en la Rutenia Roja y Podolia - y el uso del tradicional pospolite ruszenie ("movilización masiva") se mostró inefectivo. 
El primer comandante de la fuerza fue Jan Karnkowski, más tarde nombrado hetman. Su título era "hetman de los soldados contratados". Inicialmente tenía a su cargo 1200 soldados de infantería y 900 de caballería, cifras que oscilaron según el momento, la necesidad y la disponibilidad de financiación. Para principios del siglo XVI, sumaban alrededor de 2000 soldados. El dinero para esta fuerza provenía de las arcas reales, con algunas contribuciones ocasionales de la nobleza.
Los soldados provenían mayoritariamente de la szlachta (nobleza) podolia y rutena. Mientras estaban de servicio estaban estacionados en Kamieniec Podolski (Kamianets-Podilskyi, Ucrania), Trembowla (Terebovlia) y la fortaleza de Bar. El servicio en estas unidades proporcionaba a los reclutas una experiencia militar valiosa en un entorno duro, granjeando a la obrona potoczna la fama de una de las mejores fuerzas en el país.  Además de proteger la frontera, el obrona potoczna también participó en otras campañas militares, por ejemplo en la victoria polaca contra los moldavos en la batalla de Obertyn. Después de las reformas militares de rey Esteban Bathory en 1563, el obronna potoczna fue reemplazado por el wojsko kwarciane ("ejército del cuarto"), un ejército permanente pagado por el rey a cuenta de los ingresos de las tierras de la corona. Muchos de los mejores soldados del ejército de Bathory durante la guerra livona eran veteranos del Obrona potoczna.